# Арагуаина (микрорегион)

Арагуаина на карте.

Арагуаина (порт. Microrregião da Araguaína) — микрорегион в Бразилии, входит в штат Токантинс. Составная часть мезорегиона Западный Токантинс. Население составляет 278 707 человек (на 2010 год). Площадь — 26 439,607 км². Плотность населения — 10,54 чел./км².

## Демография
Согласно сведениям, собранным в ходе переписи 2010 г. Национальным институтом географии и статистики (IBGE), население микрорегиона составляет:
| Полное население                             | Полное население                             | Полное население                             | Полное население                             | 278 707 |
| -------------------------------------------- | -------------------------------------------- | -------------------------------------------- | -------------------------------------------- | ------- |
| в том числе:                                 | Городское население                          | 232 772                                      | Процент городского населения, %              | 83,52   |
|                                              | Сельское население                           | 45 935                                       | Процент сельского населения, %               | 16,48   |
|                                              | Мужское население                            | 139 900                                      | Процент мужского населения, %                | 50,20   |
|                                              | Женское население                            | 138 807                                      | Процент женского населения, %                | 49,80   |
| Плотность населения, чел/км²                 | Плотность населения, чел/км²                 | Плотность населения, чел/км²                 | Плотность населения, чел/км²                 | 10,54   |
| Население микрорегиона в % к населению штата | Население микрорегиона в % к населению штата | Население микрорегиона в % к населению штата | Население микрорегиона в % к населению штата | 20,15   |

## Статистика
- Валовой внутренний продукт на 2003 составляет 853 976 620,00 реалов (данные: Бразильский институт географии и статистики).
- Валовой внутренний продукт на душу населения на 2003 составляет 3471,22 реалов (данные: Бразильский институт географии и статистики).
- Индекс развития человеческого потенциала на 2000 составляет 0,707 (данные: Программа развития ООН).

## Состав микрорегиона
В составе микрорегиона включены следующие муниципалитеты:
1. Арагоминас
2. Арагуанан
3. Арагуаина
4. Арапоэма
5. Бабасуландия
6. Бандейрантис-ду-Токантинс
7. Кармоландия
8. Колинас-ду-Токантинс
9. Филаделфия
10. Мурисиландия
11. Нова-Олинда
12. Палмейранти
13. Пау-д’Арку
14. Пираке
15. Санта-Фе-ду-Арагуая
16. Вандерландия
17. Шамбиоа